# Flughafen La Rioja

i7
i11
i13
Der Flughafen La Rioja (offiziell: Aeropuerto Capitán Vicente Almandos Almonacid) ist ein argentinischer Flughafen nahe der Stadt La Rioja in der gleichnamigen Provinz. Der Flughafen wird seit 1948 angeflogen, das erste Terminal wurde erst 1951 gebaut. Seit 1952 gibt es eine Verbindung nach Buenos Aires. Die aktuelle Landebahn ist seit 1969 in Benutzung. Der Flughafen wird von Aeropuertos Argentinas 2000 betrieben.

## Zwischenfälle
- Am 10. Juni 1970 musste eine Lockheed L-1049G Super Constellation der US-amerikanischen International Aerodyne (Luftfahrzeugkennzeichen N8021) aus unbekannten Gründen rund 200 Kilometer südlich des Flughafens La Rioja notgelandet werden. Dabei brach das Fahrwerk zusammen, die Maschine geriet in Brand und wurde irreparabel beschädigt. Alle vier Besatzungsmitglieder, die einzigen Insassen auf dem Überführungsflug, überlebten den Unfall.[1]